# Club Balonmano La Roca
El Club Balonmano La Roca nació en 1953 cuando un grupo de personas con firme intención de arraigar en el municipio, empezaron a practicar un deporte muy conocido. 

## Historia
Es cierto que los motivos que los impulsaron, en esencia no dejan de ser los mismos que el de todos aquellos al largo de nuestra historia, la historia del balonmano en este municipio. Estos impulsos, muchas veces aislados, constituyen el principal motor de la entidad.
Pronto el BM La Roca tuvo claro que debía hacerse un lugar en su ámbito, no sin dificultades ni momentos críticos, el balonmano en La Roca empezó a tomar forma.
Dos años tras su fundación se construyeron las gradas alrededor de la pista y es que el interés de muchos seguidores que presenciaban los partidos domingo tras domingo, sin duda lo hacía necesario. De esta manera quedó constituida la que fue durante muchos años la pista descubierta.
A nivel deportivo, la temporada 72-73 el BM La Roca accedía a la Primera Catalana y se proclamaba campeón de la Copa Catalana, todo un reto en su momento.
El hecho más importante llevado a cabo para tratar de asegurar el futuro del club tomó forma la temporada 1982-83. Con la creación de la escuela deportiva del club, que en aquel momento disponía de un equipo Sénior en Primera Catalana y uno juvenil, ampliando el plantel con cinco equipos más con la finalidad de conseguir la consolidación del mismo. S'entiende que los éxitos pasan a formar una buena cantera donde puedan, en un futuro, surgir jugadores de calidad.
Uno de los obstáculos más grandes era el no contar con una pista de juego adecuada a la práctica del balonmano. Con esta finalidad, el año 1970 se cimentó el primer pabellón cubierto de la localidad, entonces un patio de tierra, gracias al esfuerzo y la colaboración de muchas personas que entendieron la necesidad de dar este paso con tal de poder continuar con la tarea acertada.
A finales de los 80 e inicio de los 90 el club se consolidó en el mundo del balonmano por el alto nivel competitivo de todos sus equipos y por el ascenso del equipo a Primera Nacional.
Con la llegada del nuevo milenio han llegado nuevos triunfos de los equipos de base y muchos jugadores del club pasan a formar parte de las selecciones catalanas. En 2008 se inauguró el nuevo pabellón polideportivo, cumplimentando el viejo pabellón.
En la temporada 2012/2013 el sénior femenino ascendió a la División Plata femenina consiguiendo la permanencia y conseguir poder jugar el año siguiente en la misma categoría. Por lo que hace el masculino, esta temporada 2013/2014 han conseguido el ascenso a la División Plata masculina cosa que hace que el club BM LA ROCA sea el único club de toda España que tenga los dos clubes en División Plata.

## Historial
Palmarés del BM La Roca